# Strâmbu-Băiuț, Maramureș
Strâmbu-Băiuț (în maghiară Horgospatak) este un sat în comuna Băiuț din județul Maramureș, Transilvania, România.

## Etimologie
Etimologia numelui localității: din hidron. Strâmbu (< s. adj. strâmb < adj. strâmb „curbat, încovoiat, răsucit" < lat. strambus, formă vulgară pentru strabus), inițial, determinantul unui apelativ + Băiuț (din subst. baie „mină” + suf. dim. -uț). 

## Demografie
La recensământul din 2011, populația era de 587 locuitori. 

## Așezare geografică
Strâmbu-Băiuț este situat pe râul Lăpuș, la o distanță de 1 km de localitatea minieră Băiuț. În amonte de localitate se află pasul Cavnic și mai în sus, la o distanță de 16 km, centrul minier Cavnic.

## Istoric
Localitatea a luat ființă în anul 1835 prin reunirea mai multor turnătorii de fier din zonă într-o singură așezare. După alte surse, prima atestare datează din 1850 (Sztrimbuj). 

## Obiective turistice
- Rezervația naturală „Tăul Negru” (1 ha).